# Alarmă în Deltă
Alarmă în Deltă, menționat uneori Alarmă în deltă, este un film de aventuri românesc din 1976 regizat de Gheorghe Naghi. Rolurile principale au fost interpretate de actorul Ferenc Fábian și copiii Dan Popescu și Sorin Vasiliu. A avut premiera la 5 ianuarie 1976.

## Rezumat
Voinicel (Sorin Vasiliu) și Azimioară (Dan Popescu), doi copii din satul Pradina din Delta Dunării, sunt antrenați fără voia lor într-o suită de aventuri periculoase de niște răufăcători care furaseră din Muzeul Arheologic din Constanța niște sculpturi antice grecești de mare valoare pe care intenționau să le treacă peste graniță. Astfel elevii-detectivi dejoacă planurile hoților și traficanților.

## Distribuție
- Ferenc Fábián — „Doctorul”, cetățean străin, șeful bandei de tâlhari care a furat două sculpturi antice grecești de la Muzeul Arheologic din Constanța (menționat Fabian Ferenc)
- Dan Popescu — pionierul Azimioară, elev la Școala din Pradina, ajutorul lui nea Varlaam (căpitanul portului Pradina)
- Sorin Vasiliu — pionierul Voinicel, elev la Școala din Pradina, prietenul lui Azimioară
- Emanoil Petruț — automobilistul cu pipă care-și conduce soția la vaporaș / apicultorul complice al tâlharilor
- Amza Pellea — Șișu, tâlhar din banda „Doctorului”
- Matei Alexandru — Jan, tâlhar din banda „Doctorului”[1]
- Valeria Marian — Vasilica („Vasile”), sora lui Azimioară, ingineră șefă la Stația Generală de Pompare Obretin din cadrul Șantierului Național de Desecare și Despădurire a Bălții (menționată Valeria Marian Duma)
- Cornel Coman — mr. Vlad, ofițer la Miliția Județului Tulcea
- Constantin Vurtejan — tâlharul cu mustață și ochelari din banda „Doctorului”
- Al. Alexandrescu-Vrancea — Biju, tâlhar din banda „Doctorului” (menționat Alexandrescu Al. Vrancea)
- Gheorghe Naghi — mecanicul de la Stația Generală de Pompare care trage cu pușca asupra tâlharilor (nemenționat)

## Producție
Filmările au avut loc în perioada 15 iulie – 8 octombrie 1975 în Delta Dunării și la Buftea. Cheltuielile de producție s-au ridicat la 2.767.000 lei.

## Primire
Filmul a fost vizionat de 2.674.083 de spectatori în cinematografele din România, după cum atestă o situație a numărului de spectatori înregistrat de filmele românești de la data premierei și până la data de 31 decembrie 2014 alcătuită de Centrul Național al Cinematografiei.
În 1979 a primit o Diplomă de onoare la festivalul de la Gottwaldov din Cehoslovacia.